# NGC 6421
NGC 6421 је група звезда у сазвежђу Шкорпија која се налази на NGC листи објеката дубоког неба.
Деклинација објекта је - 33° 41' 14" а ректасцензија 17h 45m 44,0s. Привидна величина (магнитуда) објекта NGC 6421 износи 14,5 а фотографска магнитуда 14,0. NGC 6421 је још познат и под ознакама ESO 393-?22.